# 罗根多夫
罗根多夫是德国梅克伦堡-前波美拉尼亚州的一个市镇。总面积31.13平方公里，总人口1014人，其中男性532人，女性482人（2011年12月31日），人口密度33人/平方公里。